# ナショナル・インスティテュート・オブ・デザイン
座標: 北緯23度0分40秒 東経72度34分10秒 / 北緯23.01111度 東経72.56944度
ナショナル・インスティテュート・オブ・デザイン（英語: National Institute of Design, NID）は、インドで最も優れたデザイン学校である。アーメダバードに位置する。NIDはインド政府商工省産業政策推進局のもと、自律的な組織として運営されている。また、NIDはインド政府科学・産業調査局により、科学・産業デザイン研究機関として認められている。
2014年7月17日、インド最高のデザイン学校であるNIDは、「ナショナル・インスティテュート・オブ・デザイン法」により、議会で国家重点機関として指定された。
『ビジネスウィーク』誌は、NIDを世界トップデザイン学校のリストに数えた。

## 概要
NIDは3つのキャンパスを有している。
- 遺産キャンパス（アーメダバード、パルディ）

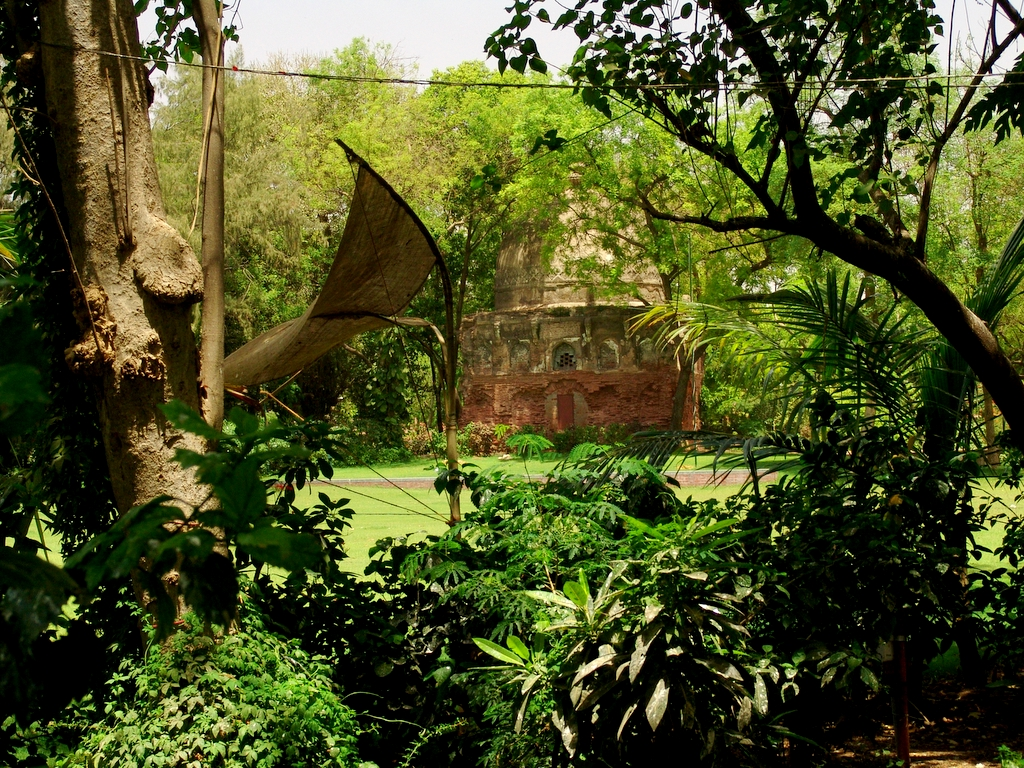
アーメダバードのNIDキャンパスにある歴史的モニュメント。

- 大学院キャンパス（ガンディナガール）
2004年7月19日に、もともと遺産キャンパスにあった大学院コースを移動した。
- 研究・開発キャンパス（バンガロール）
2006年3月31日に完成。2つのIT統合コースがある（情報・インターフェースデザイン、デジタル経験デザイン、リテール経験デザイン）。

## 背景

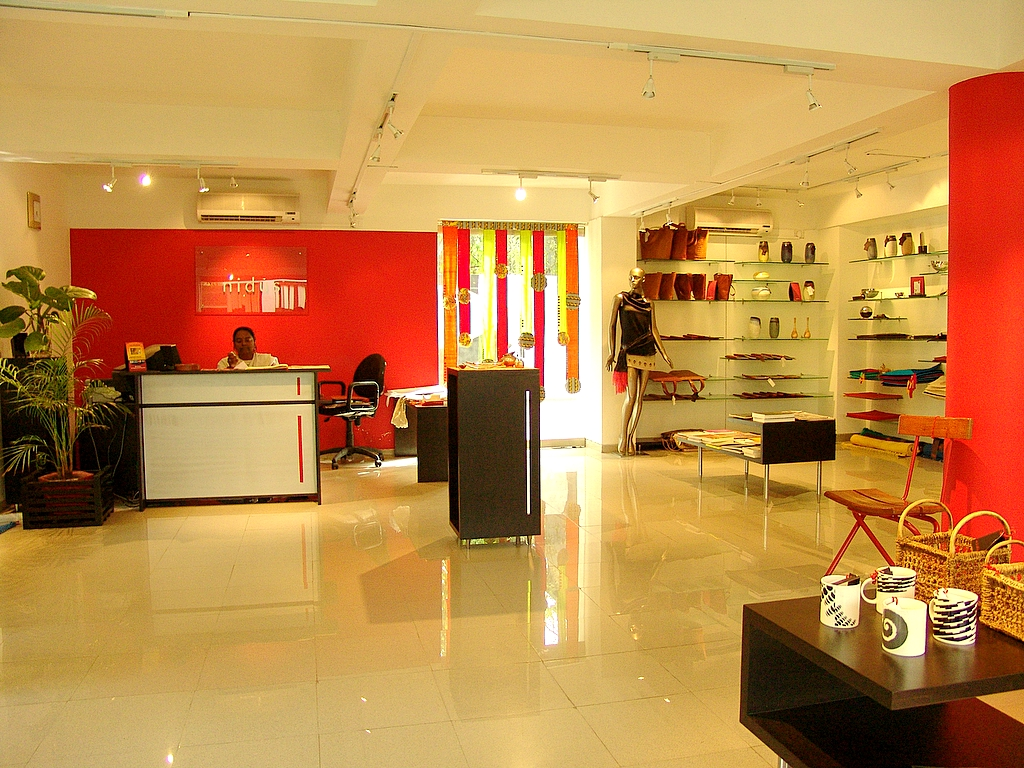
アーメダバードのNIDショップ。

1953年の産業政策決議により、インド政府はデザインチームとしてイームズ夫妻（チャールズとレイ）を招聘し、インドの貧弱な産業を補うため、デザイン教育を推進するよう依頼した。夫妻の記した資料「インドレポート（The India Report）」に基づき、インド政府は1961年にナショナル・インスティテュート・オブ・デザインを自律的な国立機関として立ち上げた。NIDの創設目的は、産業デザインと視覚コミュニケーションに関する研究、サービス、訓練を提供することであった。デザイナーで彫刻家のダシュラート・パーテルは設立当初のNID幹事であり、1981年までその地位にあった。同年、彼はパドマ・シュリ（インド国勲章）を授与された。

## 学位課程
NIDは2つの学位課程を持つ。

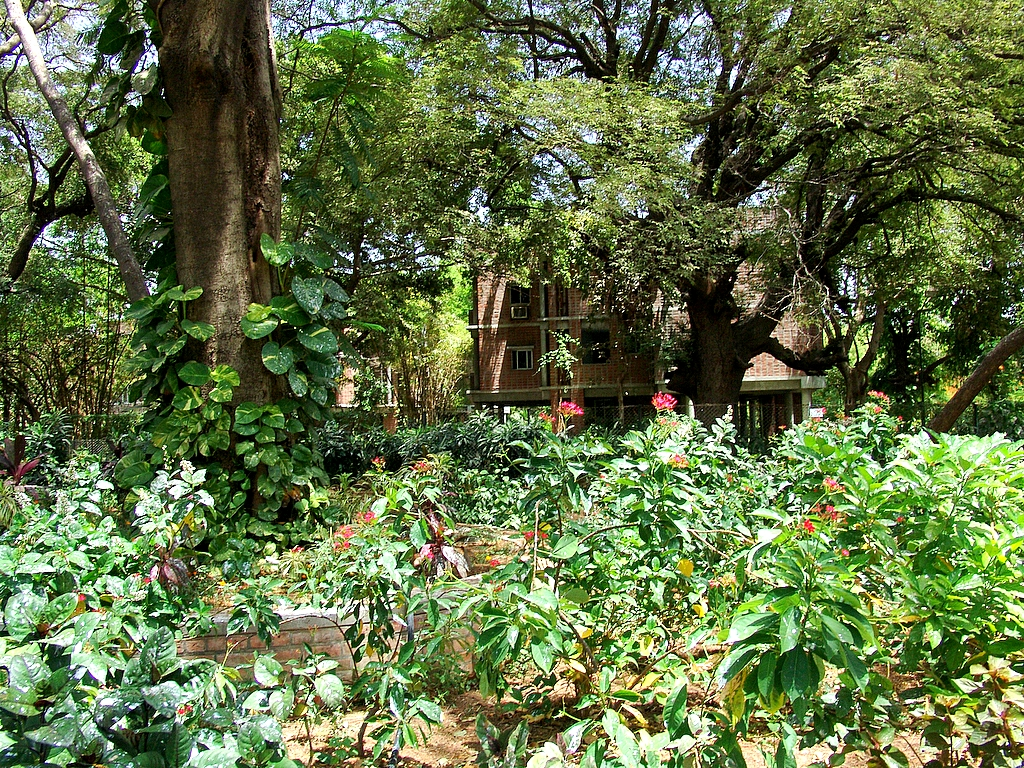
アーメダバードのNIDキャンパスの建物。

- デザイン学士課程（Bachelor of Design (B.Des)）
- デザイン修士課程（Master of Design (M.Des)）

学士課程は4年制であり、3つの学部で8つのデザインプログラムを提供している。デザイン学士課程に応募するには、12年間の学校教育を修了していることが必要である。入学倍率は非常に高く、NID Design Aptitude Testという、毎年1月第2週頃に行われる試験に通ることが求められる。

## 学部・学科構成
コミュニケーションデザイン学部は4つの学士課程プログラムを提供している。
- アニメーションフィルムデザイン（Animation Film Design）
- 展示デザイン（Exhibition Design）
- フィルム・ビデオコミュニケーション（Film and Video Communication）
- グラフィックデザイン（Graphic Design）

産業デザイン学部は3つの学士課程プログラムを提供している。
- 陶・ガラスデザイン（Ceramic & Glass Design）
- 家具・インテリアデザイン（Furniture and Interior Design）
- プロダクトデザイン（Product Design）

テキスタイルデザイン学部はテキスタイル分野の学士課程プログラムを提供している。
2015年4月、インド鉄道とNIDは契約を交わし、NID学内に鉄道デザインセンター（Railway Design Center）を設けることに合意した。

## NID新規設置計画
2007年の国家デザイン政策の一環として、4つのNIDが設立されることが提案された。計画されている新たなNIDは、アーンドラ・プラデーシュ州、アッサム州、ハリヤーナー州、マディヤ・プラデーシュ州に置かれる予定である。2016年までに運営開始されることが目指されている。
- NID ジョルハト（Jorhat）：2011年2月、インド政府首相マンモハン・シンにより定礎が置かれた[7]。
- NID クルクシェトラ（Kurukshetra）：2013年5月、商工省大臣のアナンド・シャルマにより定礎が置かれた[8]。
- NID ヴィジャヤワーダ（Vijayawada）：2013年5月、ハイデラバードキャンパスにおいて商工・繊維大臣のアナンド・シャルマにより定礎が置かれた。最終的には、内閣はハイデラバードではなくヴィジャヤワーダにNIDを置くことを決定した[9]。
- NID ボーパール（Bhopal）

## 著名な卒業生
- Prasoon Pandey
- Kiran Bir Sethi
- Pan Nalin
- Dayanita Singh
- Paromita Banerjee
- Rahul Mishra [10][11]
- Sujata Keshavan
- Suhasini Paul[12]
- Parthiv Shah
- Paul Sandip
- Aditya Pande